# Krystyna Secomska
Krystyna Secomska (ur. 1939, zm. 14 czerwca 2010 w Warszawie) – polska historyk sztuki, badaczka malarstwa burgundzkiego, franko-flamandzkiego XV-XVI wieku, francuskiego XVII wieku oraz teorii sztuki.
Była pracownikiem Instytutu Sztuki PAN oraz Biblioteki Instytutu Sztuki Polskiej Akademii Nauk. 

## Publikacje i prace naukowe[2]
- Mistrzowie i książęta. Malarstwo francuskie XV i XVI wieku,  Warszawa: Wydawnictwa Artystyczne i Filmowe, 1989. ISBN 83-221-0435-9.
- Malarstwo francuskie XVII wieku, Warszawa: Wydawnictwa Artystyczne i Filmowe, 1985, ISBN 83-221-0219-4
- Tintoretto, Warszawa: Arkady, 1984.
- Godzinki księcia de Berry, Warszawa: Wydawnictwo Arkady 1979, ISBN 83-213-2914-4
- Legenda Aleksandra Wielkiego w "Panthenonie" sandomierskim : miniatury w kodeksie z 1335 roku Wrocław : Zakład Narodowy im. Ossolińskich - Wydaw. Polskiej Akademii Nauk, 1977.
- Romańskie kościoły z emporami zachodnimi na obszarze Polski, Czech i Węgier Wrocław, Zakład Narodowy im. Ossolińskich, 1974.

oraz 

- Robert Genaille, Maciej Monkiewicz, Ewa Maliszewska, Krystyna Secomska, Antoni Ziemba: Encyklopedia malarstwa flamandzkiego i holenderskiego. Warszawa: Wydawnictwa Artystyczne i Filmowe: Wydaw. Naukowe PWN, 2001. ISBN 83-221-0686-6.
- Adam S. Labuda, red. Krystyna Secomska Malarstwo gotyckie w Polsce (t I-III) Warszawa 2013, Wydawnictwo DiG, ISBN 83-7181-318-X praca naukowa,
- Malarstwo gotyckie w Polsce. 1, Synteza / pod red. Adama S. Labudy i Krystyny Secomskiej ; Instytut Sztuki Polskiej Akademii Nauk. - Warszawa : DiG, 2004, ISBN 83-7181-318-X (całość t. I-III)
- Malarstwo gotyckie w Polsce. 2, Katalog zabytków / pod red. Adama S. Labudy i Krystyny Secomskiej przy współudziale Andrzeja Włodarka [et al.] ; Instytut Sztuki Polskiej Akademii Nauk. - Warszawa : DiG, 2004, ISBN 83-7181-318-X (całość t. I-III)
- Malarstwo gotyckie w Polsce. 3, Album ilustracji / pod red. Adama S. Labudy i Krystyny Secomskiej przy współudziale Andrzeja Włodarka [et al.] ; Instytut Sztuki Polskiej Akademii Nauk. - Warszawa : DiG, 2004, ISBN 83-7181-318-X (całość t. I-III)
- Théophile-Alexandre Steinlen 1859-1923 - wystawa ze zbiorów muzeum Petit-Palais w Genewie; [katalog oprac. przez muzeum Petit-Palais w Genewie ; tł. i red. katalogu Krystyna Secomska] ; Muzeum Narodowe w Warszawie [et al.]. - Warszawa : Muzeum Narodowe, 1978.
- Malarstwo angielskie od Hogartha do Turnera - wystawa przygotowana przez British Council 18 lutego - 19 marca 1967; Muzeum Narodowe w Warszawie / [tł. wstępu Jan Białostocki ; tł. katalogu Krystyna Sekomska]. - Warszawa : Muzeum Narodowe, 1967.